# 切爾諾庫利因斯卡埃湖
切爾諾庫利因斯卡埃湖（俄语：Чернокурьинское），是俄羅斯的湖泊，由阿爾泰共和國負責管轄，位於庫倫達平原東南部，長50公里、寬6公里，面積140平方公里，集水區面積4,030平方公里，最大水深7.2米。